# Памятник русским воинам, погибшим при осаде Выборга в 1710 году
Памятник русским воинам, погибшим при осаде Выборга в 1710 году — обелиск из серого гранита, установленный в 1910 году на братской могиле в память о русских воинах, павших при взятии Выборга в ходе Северной войны. Расположенный у Равелинных ворот на гласисе Аннинских укреплений в Выборге памятник включён в перечень объектов культурного наследия России федерального значения (№ 4710061040).

## История
Памятник был торжественно открыт 14 июня 1910 года в присутствии правительственной делегации в ознаменование двухсотлетия взятия Выборга русскими войсками под командованием Петра I. В тот же день был открыт и бронзовый памятник Петру I. Но оба памятника простояли недолго: после провозглашения независимости Финляндии в 1918 году Выборг заняли финские войска, вскоре после чего и статуя императора, и обелиск на братской могиле были демонтированы.
После окончания советско-финских войн (1939—1944) на историческое место вернулся памятник Петру I. А решение о восстановлении памятника русским воинам было принято только в ходе мероприятий по празднованию семисотлетия города Выборга. Воссозданный по проекту архитектора Натальи Игнатенко и торжественно открытый 9 мая 1994 года монумент представляет собой обелиск из серого гранита высотой около 4,5 метров, окружённый цепью (на декоративных пушечных ядрах по углам). На нём изображены крест в венке из лавровых ветвей, скреплённых лентой, дата «1710» и далее надпись:

«РУССКИМ ВОИНАМ,
ПАВШИМ ПРИ ВЗЯТИИ
ВЫБОРГА».

В 2001 году рядом с памятником захоронили останки русских солдат из братской могилы того же периода, найденной при раскопках в Старом городе. На памятной плите выбито:

«Здесь покоятся останки 30 солдат армии Петра I, участвовавших во взятии Выборга в 1710 году. Вечная им память».